# Ferrari F1/87
Der Ferrari F1/87 war ein Formel-1-Rennwagen der Scuderia Ferrari, der 1987 in der Formel-1-Weltmeisterschaft eingesetzt wurde.

## Entwicklungsgeschichte und Technik
Der F1/87 wurde von Gustav Brunner und John Barnard entwickelt. Barnard galt zu dieser Zeit als bester Formel-1-Ingenieur. Ferrari warb ihn von McLaren ab und baute entsprechend seinen Bedingungen ein Entwicklungszentrum auf, das Guildford Technical Office (GTO), da sich Barnard weigerte, in Italien zu arbeiten.

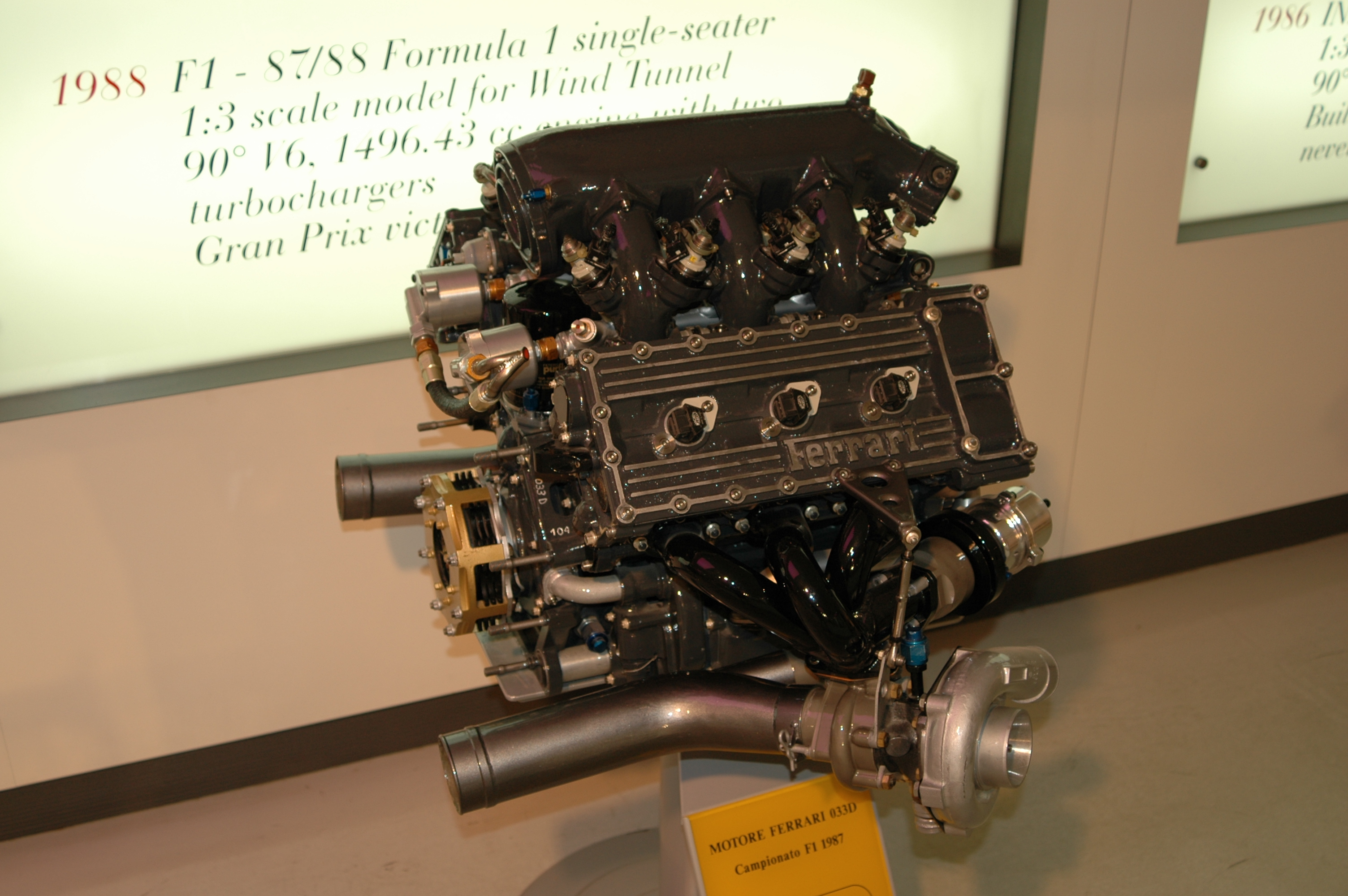
Ferrari Tipo 033

Für die Saison 1987 entwickelte Ferrari einen neuen Turbomotor, der der neuen Ladedruckbegrenzung von 4 Bar angepasst wurde. Sie wurde eingeführt, um die immer weiter ausufernde Leistung der Turbomotoren einzudämmen und dadurch die Sicherheit für die Fahrer zu erhöhen.
Der Tipo 032, der eine Weiterentwicklung des 1981 erstmals genutzten Turbomotors war, wurde durch den vollkommen neu entwickelten Tipo 033 ersetzt. Ferrari gab den Zylinderbankwinkel von 120° des Tipo 032 auf und entwickelte einen Motor mit einem Zylinderbankwinkel von 90°.
Der Aufbau wurde deutlich verschlankt und abgeflacht, was sich vor allem im Aufbau der Motorhaube verdeutlicht: Der Überrollbügel ist nicht mehr verkleidet, sondern stand einzeln über der Motorhaube. Das war durch den neuen Motor möglich geworden, der weniger Wärme abstrahlte als sein Vorgänger. Auch das Getriebe war eine Neuentwicklung und hatte mit 6 Gängen einen Gang mehr als in den Jahren zuvor.

## Fahrer
Der Schwede Stefan Johansson verließ die Scuderia Ferrari nach zwei Jahren und wechselte zu McLaren. Ersetzt wurde er durch Gerhard Berger, der als letzter Pilot noch von Enzo Ferrari verpflichtet wurde. Berger erhielt die Startnummer 28. Michele Alboreto verblieb im Team und startete weiterhin mit der Startnummer 27.

## Renngeschichte
Wie so oft in der Geschichte von Ferrari wurde ein sehr schneller, aber unzuverlässiger Rennwagen gebaut. Von insgesamt 21 Ausfällen waren nur 2 auf Fahrfehler oder Unfälle zurückzuführen, die restlichen 19 Ausfälle resultierten aus technischen Defekten. Insgesamt lagen die Zielankünfte deutlich hinter den Ausfällen zurück. Wenn der Wagen durchhielt, war er allerdings durchaus konkurrenzfähig. Gerhard Berger gewann die letzten beiden Rennen in Japan und Australien; das letzte Rennen wurde durch einen zweiten Platz von Michele Alboreto sogar ein Doppelsieg.
Durch die mangelnde Zuverlässigkeit konnte in der Konstrukteurswertung nur der 4. Platz erreicht werden. Dennoch galt Ferrari wegen der überzeugenden letzten Rennen als Mitfavorit für die Weltmeisterschaft 1988.

## Ergebnisse
| Fahrer               | Nr.                  | 1 | 2   | 3   | 4 | 5   | 6   | 7   | 8   | 9   | 10  | 11  | 12  | 13  | 14  | 15 | 16 | Punkte | Rang |
| -------------------- | -------------------- | - | --- | --- | - | --- | --- | --- | --- | --- | --- | --- | --- | --- | --- | -- | -- | ------ | ---- |
| Formel-1-Saison 1987 | Formel-1-Saison 1987 |   |     |     |   |     |     |     |     |     |     |     |     |     |     |    |    | 53     | 4.   |
| M. Alboreto          | 27                   | 8 | 3   | DNF | 3 | DNF | DNF | DNF | DNF | DNF | DNF | DNF | DNF | 15  | DNF | 4  | 2  | 53     | 4.   |
| G. Berger            | 28                   | 4 | DNF | DNF | 4 | 4   | DNF | DNF | DNF | DNF | DNF | 4   | 2   | DNF | DNF | 1  | 1  | 53     | 4.   |

| Legende  | Legende            | Legende                                                          |
| Farbe    | Abkürzung          | Bedeutung                                                        |
| -------- | ------------------ | ---------------------------------------------------------------- |
| Gold     | –                  | Sieg                                                             |
| Silber   | –                  | 2. Platz                                                         |
| Bronze   | –                  | 3. Platz                                                         |
| Grün     | –                  | Platzierung in den Punkten                                       |
| Blau     | –                  | Klassifiziert außerhalb der Punkteränge                          |
| Violett  | DNF                | Rennen nicht beendet (did not finish)                            |
| Violett  | NC                 | nicht klassifiziert (not classified)                             |
| Rot      | DNQ                | nicht qualifiziert (did not qualify)                             |
| Rot      | DNPQ               | in Vorqualifikation gescheitert (did not pre-qualify)            |
| Schwarz  | DSQ                | disqualifiziert (disqualified)                                   |
| Weiß     | DNS                | nicht am Start (did not start)                                   |
| Weiß     | WD                 | zurückgezogen (withdrawn)                                        |
| Hellblau | PO                 | nur am Training teilgenommen (practiced only)                    |
| Hellblau | TD                 | Freitags-Testfahrer (test driver)                                |
| ohne     | DNP                | nicht am Training teilgenommen (did not practice)                |
| ohne     | INJ                | verletzt oder krank (injured)                                    |
| ohne     | EX                 | ausgeschlossen (excluded)                                        |
| ohne     | DNA                | nicht erschienen (did not arrive)                                |
| ohne     | C                  | Rennen abgesagt (cancelled)                                      |
| ohne     | keine WM-Teilnahme |                                                                  |
| sonstige | P/fett             | Pole-Position                                                    |
| sonstige | 1/2/3/4/5/6/7/8    | Punktplatzierung im Sprint-/Qualifikationsrennen                 |
| sonstige | SR/kursiv          | Schnellste Rennrunde                                             |
| sonstige | *                  | nicht im Ziel, aufgrund der zurückgelegten Distanz aber gewertet |
| sonstige | ()                 | Streichresultate                                                 |
| sonstige | unterstrichen      | Führender in der Gesamtwertung                                   |